# Discriminació

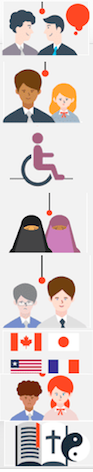
Tipus de discriminació

En el llenguatge comú, la discriminació sol referir-se a una discriminació despectiva, és a dir, el desavantatge o la degradació de grups o individus en funció de determinats valors discriminatoris (o sigui, fent distincions) o basats en valors poc reflexius. De vegades també actituds inconscients, prejudicis o sentiments.
En un sentit de valor neutre, la discriminació es refereix a la separació o tractament diferent dels objectes. Aquest significat del terme s'utilitza en llenguatges tècnics fora de les ciències socials.

## Definicions
La paraula discriminació prové del substantiu llatí discriminatio (divorci, separació), que deriva del verb discriminare (separar, demarcar, distingir) en llatí tardà. El verb discriminar es va utilitzar al segle xvi amb el significat de valor neutre «distingir», però «separar» va ser manllevat i s'ha utilitzat contínuament des del segle xix. Des del segle xx ha significat amb una avaluació negativa «degradar, desavantatge, retrocedir», primer en l'àmbit polític i després sobretot en l'àmbit social, mentre que el sentit més antic, neutral en valors. del verb només apareix en llenguatge tècnic.
La definició formulada a la Declaració Universal dels Drets Humans de 1949 encara es considera dominant avui en dia. En conseqüència, la discriminació es defineix com una conducta «que es basa en una distinció feta sobre la base de categories naturals o socials que no estan relacionades amb les capacitats o mèrits individuals o amb el comportament específic de la persona individual».
La sociologia examina la discriminació social i diferencia, entre altres coses, la discriminació individual, estructural, institucional i lingüística. A diferència de la investigació sobre prejudicis psicològics socials, es tracta de condicions i causes socials que no només es poden reduir a actituds individuals. En jurisprudència, el terme és més restringit i només es refereix a la diferenciació basada en determinades raons enumerades. La sociologia i el dret utilitzen el terme de manera normativa.
En sociologia, la discriminació es va entendre inicialment com una acció. Es pot parlar de discriminació quan les accions individuals tenen conseqüències reconeixibles que s'han produït «perquè els actors consideraven altres actors com a socis desiguals o inferiors a causa de les característiques socials o ètniques percebudes i els tractaven d'una manera corresponent despectiva en comparació amb els membres del seu propi col·lectiu». Les persones es veurien desfavorides per atribucions ètniques o socials com a estranyes i minories. Les seves possibilitats són limitades en el context social i aquesta limitació està justificada com a “natural”.

## Tipus
- Directa. És el tipus de discriminació més fàcil de detectar. Aquesta succeeix quan una persona sofreix un tracte injust per part d'una altra persona per les seves característiques.
- Indirecta. És menys visible i més difícil de detectar. Discriminacions com els micromasclismes i comportaments sexistes més subtils són clars exemples de discriminació indirecta.
- Individual. És aquella que realitza un individu a un altre. És a dir, és quan una persona tracta de manera diferent i negativa a una altra persona, sense que existeixi una raó contextual diferenciada.
- Col·lectiva. Té lloc quan un grup tracta de manera negativa o inferior a un altre sense que existeixi una raó contextual diferenciada.
- Estructural. Sorgeix de polítiques institucionals. Aquestes afavoreixen a certs individus o grups d'individus de forma directa o indirecta.
- Institucional. És el tracte discriminatori d'un individu o grup per part de la societat o les institucions, mitjançant la consideració desigual dels membres dels grups subordinats. Aquests mètodes injustos i indirectes de discriminació sovint estan integrats en les polítiques, procediments, lleis i objectius d'una institució. La discriminació pot ser per raó de gènere, casta, ètnia, religió o estatus socioeconòmic.[8]

## Atributs en què es basa
- Aparença física.[9][10] Dirigida cap a persones que es consideren físicament poc atractives segons els estàndards socials de bellesa. Es basa en l'esterotip que aquestes persones també estan mancades de trets de personalitat desitjables, com intel·ligència, competència social, i moral.[11] Diverses investigacions científiques han mostrat que aquestes persones, de mitjana, són percebudes com a menys intel·ligents,[12] els seus professors esperen que obtinguin pitjors notes,[13] tenen menys oportunitats laborals,[14] i tenen més probabilitat de ser declarades culpables per un jurat.[15] Ha rebut menys atenció cultural que altres formes de discriminació i normalment no té les proteccions legals que solen tenir altres formes, però encara està molt estesa.
- Ascendència («raça»), color de pell o ètnia, origen nacional o geogràfic.
  - Racisme. És el fet d'afirmar que la gent de diferents ètnies difereix en valor, que llurs diferències poden ser amidades o catalogades jeràrquicament, i que en resulta l'avantatge econòmic, polític i social d'un grup en relació als altres.
  - Xenofòbia. La xenofòbia (del grec fobos, "por", i xenos, "forasters" o "estrangers") és l'animadversió cap a persones o cultures diferents, o considerades com a estrangeres.[16][17][18] Segons la UNESCO, els significats dels termes "xenofòbia" i "racisme" sovint se superposen, però tenen significats diferents.[19] La xenofòbia se sol basar en aspectes de cultura (s'oposa, per tant a la interculturalitat) o religió (en les nostres societats, la més habituals és la islamofòbia), mentre que el racisme es basa únicament en l'etnia.
  - Antiarabisme i antipalestinisme.
    - L'antiarabisme o racisme antiàrab inclou l'oposició, l'antipatia, la por o l'odi cap als àrabs. Històricament, els prejudicis antiàrabs han sigut importants en esdeveniments com la reconquesta de la península Ibèrica i la condemna de la Inquisició espanyola als àrabs. A l'era moderna, l'antiarabisme éxisteix en moltes nacions del món.
    - L'antipalestinisme o racisme antipalestí,[20] es refereix als prejudicis, l'odi col·lectiu i la discriminació dirigits al poble palestí per diferents motius. Des de mitjans del segle xx, el fenomen s'ha solapat en gran manera amb el racisme antiàrab i la islamofòbia a causa del fet que la majoria aclaparadora dels palestins actuals són àrabs i musulmans.[20][21] Històricament, però, l'anti-palestinianisme estava més estretament identificat amb l'antisemitisme europeu, ja que els europeus d'extrema dreta detestaven el poble jueu com a estrangers indesitjables de Palestina.[22][23] L'antipalestinianisme modern, és a dir, la xenofòbia pel que fa al poble àrab de Palestina, és més comú a Israel[a], els Estats Units,[21] i el Líban,[24] entre altres països.

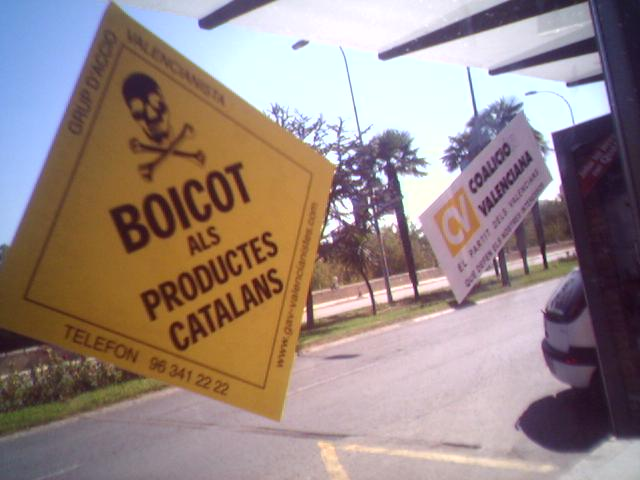
Una enganxina a València cridant al boicot comercial anticatalà.

  - Anticatalanisme.Una enganxina a València cridant al boicot comercial anticatalà. L'anticatalanisme o la catalanofòbia és l'aversió a Catalunya, a la cultura i llengua catalanes o als mateixos catalans.[25] Segons el Diccionari de la llengua catalana de l'IEC, catalanofòbia és "una aversió a Catalunya, als catalans o a tot allò que és català".[26]
  - Antigitanisme. L'antigitanisme és el racisme contra el poble roma, sinti, traveller i altres comunitats que són estigmatitzades en l'imaginari col·lectiu com a "gitanes" atribuint un sentit pejoratiu al terme. Encara que el terme obté cada vegada més reconeixement institucional, encara no hi ha un acord total sobre la seva naturalesa i implicacions. L'antigitanisme s'utilitza amb freqüència en un sentit restringit per assenyalar les actituds antigitanes o l'expressió d'estereotips negatius a l'espai públic o el discurs de l'odi. No obstant això, l'antigitanisme fa referència a un espectre més ampli de les expressions i pràctiques discriminatòries, incloent formes subtils i invisibilitzades. L'antigitanisme no és només el que es diu, sinó el que es fa i també el que no es fa, com podria ser la impunitat davant un delicte d'odi contra persones o comunitats gitanes.[27]
  - Antisemitisme i antisionisme.
    - L'antisemitisme és l'hostilitat o el prejudici cap als jueus com a grup, ètnic o racial, el qual es manifesta com a odi cap a un individu, o com a persecució institucionalitzada i violenta. El terme va néixer a l'Imperi Alemany durant el segle xix. Els pogroms que s'han succeït al llarg de la història, la persecució de la inquisició espanyola, el Decret de l'Alhambra, l'Afer Dreyfus a França i últimament la ideologia nazi que va portar a l'Holocaust o l'èxode jueu dels països àrabs són només algunes formes d'antisemitisme al llarg de la història.
    - L'antisionisme és l'oposició al sionisme, a l'existència de l'Estat d'Israel o al seu manteniment com a estat jueu, per raons ideològiques, polítiques, morals o religioses. La història de l'antisionisme és tan llarga i complexa com la del mateix sionisme i respon a corrents ideològics diversos, fins i tot contraposats. S'ha desenvolupat entre sectors del mateix món jueu, en el cristianisme, en l'islamisme modern, en el nacionalisme panarabista, en el comunisme prosoviètic, en l'esquerra antiimperialista, en els feixismes antisemites o en corrents de pensament conspiratiu.

  - Etnocentrisme. L'etnocentrisme és l'actitud de descriure i avaluar un altre grup ètnic, cultura o grup social d'acord amb els estàndards, la llengua, i valors de la cultura o grup propis.[28] També sol tenir el significat a priori de considerar el seu grup superior als altres grups.[29] L'etnocentrisme religiós veu la pròpia creença religiosa és superior a les altres i, sovint, que les altres són herètiques o dolentes. Existeix també un etnocentrisme invertit: considerar la pròpia cultura o grup ètnic com a inferior a d'altres i que resulta un obstacle per a la prosperitat o el desenvolupament personal.
  - Xovinisme. S'anomena xovinisme la creença narcisista pròxima a la paranoia i la mitomania que allò propi del país és el millor en qualsevol aspecte.[30] El nom prové de la comèdia francesa La cocarde tricolore dels germans Cogniard, on un personatge amb el nom Nicolas Chauvin, personifica un patriotisme (francès) exagerat.[31][32]
- Classe social. Es tracta d'un prejudici que fa que membres de grups socials privilegiats pretenguin frenar les oportunitats o tinguin un concepte desfavorable d'aquells individus de grups socials menys afavorits.
- Edat. L'edatisme (en anglès ageism) o vellisme[33] és la discriminació que rep una persona per la seva edat a través d'estereotips socials i prejudicis.[34][35]
- Gènere. La discriminació de gènere, discriminació sexual o sexisme és la discriminació basada en el sexe de la persona que la pateix. Són tipus de sexisme, per exemple, el masclisme i el micromasclisme, que discriminen les dones enfront dels homes, o també la discriminació de l'home enfront de la dona. És un tipus de prejudici que altera l'objectivitat i impedeix apreciar les persones pels seus mèrits. Es pot referir a tres actituds subtilment diferents: pensar que un sexe és superior a l'altre; creure que hi ha grans diferències entre homes i dones i, per tant, han d'estar reflectides en la manera de comportar-se en societat, com el llenguatge, les actituds sexuals o la llei; o tenir aversió a les dones (misogínia) o als homes (misàndria).
- Identitat de gènere. La discriminació per identitat de gènere o Transfòbia té lloc quan alguna persona discrimina a una altra perquè la segona sigui transgènere i no li permeti ser així o simplement la deixi a part per ser d'aquesta manera.
- Ideologia política. Quan una persona deixa de banda totes les altres que no tinguin la seva mateixa ideologia política o les persegueixi per pensar així.
- Llenguatge.Imposició del castellà al franquisme Aquest tipus de discriminació té lloc quan una persona es discriminada en funció de la llengua en la que s'expressa.[36]

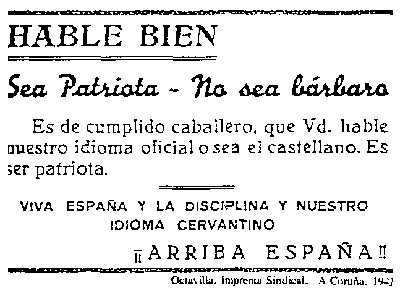
Imposició del castellà al franquisme

- Malaltia o discapacitat. Quan una persona discrimina a una altra per ser portadora de una malaltia o tenir una discapacitat lleu o greu i la considera inferior o que simplement no està al nivell de les altres persones sanes.
- Orientació sexual.   L'orientació sexual o afinitat sexual és el gènere pel qual una persona se sent atreta sexualment.[37] Les categories de l'orientació sexual típicament inclouen l'atracció cap a persones del mateix sexe (persones gais o lesbianes), atracció cap a persones d'un altre sexe (heterosexuals), i atracció cap a ambdós sexes (bisexuals).[38][39] Tot i que aquestes categories continuen sent usades extensament, la investigació suggereix que l'orientació sexual no sempre es presenta en aquestes categories definides, sinó que succeeix en un continu.[40][41] A més, algunes investigacions indiquen que l'orientació sexual és fluïda en algunes persones.
- Religió.  Quan es tracta a una persona o grups de persones de forma no favorable per les seves creences religioses o per la manca d'aquestes (agnosticisme o ateisme).

## Manifestacions
- Assetjament. L'assetjament és l'ús de la força, la coacció, les burles o les amenaces per abusar, dominar o intimidar de manera agressiva. El comportament es repeteix i és habitual. Un requisit previ essencial és la percepció (per part de l'assetjador o d'altres) d'un desequilibri del poder físic o social. Aquest desequilibri distingeix l'assetjament del conflicte.[42]
- Assetjament sexual. L'assetjament sexual és un delicte que consisteix a exigir o demanar favors sexuals (des de tocaments fins a relacions plenes) en l’àmbit laboral, docent o en d'altres contextos, que s'infligeixen a una persona en situació d’intimidació, hostilitat, incomoditat o humiliació. L’assetjament pot produir-se de forma verbal o no verbal. A Espanya es va incloure al Codi Penal el 1995. Per a la tipificació del delicte va ser clau el llibre Sexual Harassment of Working Women (1979), de Catharine MacKinnon.
- Conflicte ètnic. El conflicte ètnic és un conflicte entre dos o més grups ètnics enfrontats. Si bé l'origen del conflicte pot ser polític, social, econòmic o religiós, els individus en conflicte han de lluitar expressament per la posició del seu grup ètnic dins la societat. Aquest criteri final diferencia el conflicte ètnic d'altres formes de lluita.[43][44]
- Cultura de la cancel·lació.[45] La cultura de la cancel·lació és un neologisme de la cultura pop dels Estats Units,[46] que fa referència al fet de retirar el suport, ja sigui moral, financer, digital o fins i tot social, a aquelles persones o organitzacions que es consideren, per algun motiu, inadmissibles. Això es produeix com a conseqüència de determinats comentaris o accions,[47] o perquè aquestes persones o institucions transgredeixen les expectatives que hi havia sobre elles. Es defineix com «una crida a boicotejar algú –generalment una celebritat– que ha compartit una opinió qüestionable o impopular a les xarxes socials».[48]
- Difamació. La difamació és l'acte de dir mal d'una persona, grup o entitat, cercant de fer mal al seu bon nom o la seva honor, dignitat o reputació.[49] En dret penal és un delicte contra les persones (físiques o morals) i una infracció.[50] A més de ser punible, en dret civil es pot demanar indemnització per als danys morals o materials causats per difamació.
- Diferència salarial de gènere. És la diferència percentual que existeix entre la remuneració que reben els homes i les dones a la feina. Les dones al món, generalment, reben un salari inferior al dels homes. No és el mateix que la diferència de remuneració pel mateix treball fet per un home i una dona.[51] Les mesures estadístiques d'aquest fenomen implica una gran complexitat que pot permetre fer anàlisis contradictoris i interessats del fenomen.[52]
- Discurs d'odi. És un tipus de discurs o sistema que (més enllà de la violència o l'insult ocasionals)[53] ataca una persona o un grup de persones en funció de diverses característiques (color de pell, ètnia, edat, gènere, orientació sexual, religió, etc.). La història ha demostrat que el discurs d'odi pot conduir a suïcidis,[54] linxaments, afusellaments massius,[55][56][57] atacs amb explosius,[58] guerres, crims massius i processos genocides com a l'antiga Iugoslàvia i Ruanda.[59]
- Genocidi cultural. El genocidi cultural és un tipus de genocidi que consistix en l'eliminació, substitució o inutilització de la cultura d'un grup humà sense necessitat d'eliminar físicament a les persones que practiquen eixa cultura. Aquest és un procés d'agressió en el qual s'imposa una nova cultura aliena (la dels agents agressors) en anar eliminant, substituint o inutilitzant els lligams socials que permetien les manifestacions culturals que el grup tenia inicialment, de forma tal que la llengua originària, l'art, les tradicions musicals, la literatura oral o escrita, les conviccions religioses, les conviccions morals, les institucions polítiques tradicionals, etc. són extintes o absorbides dins de la nova cultura aliena. Aquest procés duu implementat la substitució d'una identitat cultural per altra, però el fet que en la majoria dels casos no comporte una agressió física, fa que, sovint, no siga percebut com a tal pels membres de la cultura agredida..
- Neteja ètnica. És un tipus de biopolítica, i duta a l'extrem es converteix en genocidi. Es pot definir com un intent coercitiu d'unificar ètnicament una regió o un estat, eliminant les persones objectiu d'una àrea geogràfica específica, sovint pertanyents a minories nacionals (grups ètnics, racials i ideològics), en l'intent de canviar la geografia ètnico-racial-religiosa d'aquesta àrea i bastir ràpidament un estat nació homogeni, sense el farragós i incert procès de modelar nacionalment als individus. Com que la neteja ètnica no té una definició formal als fòrums internacionals, no es pot distingir legalment del genocidi.
- Persecució. La persecució és el conjunt d'accions repressives o maltractament, persistents, realitzades per un individu o més comunament un grup específic, sobre un altre grup o sobre un individu, del qual es diferencia per la manera de pensar o per determinades característiques físiques, religioses, culturals, polítiques, ètniques o altres. També s'inclou la persecució d'espècies no humanes (com els predadors). No obstant això s'aplica més sovint a persecució entre éssers humans. Naixent sovint la persecució del prejudici. Les formes més comunes són la persecució religiosa, persecució ètnica i persecució política, encara que hi ha certa superposició entre aquests termes.
- Repressió política. La repressió política és l'acció de contenir, detenir o castigar actuacions polítiques o socials des del poder per part de les autoritats públiques,[60] negant o impedint l'exercici dels drets i llibertats (expressió, reunió, manifestació, associació, sindicació) que solen considerar-se pròpies dels sistemes democràtics.
- Sostre de vidre. El sostre de vidre és un concepte amb el qual es fa referència a la barrera invisible que representen les limitacions amb què es troben les dones per a ascendir en la seva carrera professional fins als càrrecs de més responsabilitat.[61]
- Rol de gènere. Els rols de gènere són normes socials que dicten com han de comportar-se les persones segons el seu gènere i creen una sèrie d'expectatives sobre la seva manera de pensar i actuar.[62][63]
- Violència masclista. És definida per les Nacions Unides com aquells actes vers les dones i nenes que puguin tenir com a resultat un dany o patiment físic, sexual o psicològic per a la dona, així com les amenaces d'aquests actes, la coacció o la privació arbitrària de llibertat, tant si es produeixen a la vida pública com privada. Violència masclista també és el terme que ha usat el Parlament de Catalunya per regular el marc normatiu en relació amb la violència contra les dones, a la Llei 5/2008 del dret de les dones a erradicar la violència masclista,[64]

## Polítiques discriminatòries
- Ateisme d'Estat. És la promoció estatal de l'ateisme, ocasionalment a través de la supressió de la llibertat d'expressió i de culte.[65] S'ha imposat històricament en la majoria de les ocasions en països socialistes com l'antiga Unió Soviètica, Xina, l'Albània comunista, la República Popular de Mongòlia o Corea del Nord. En aquests règims l'ateisme era considerat intrínsec al comunisme. No obstant això, si la persecució de la religió era deguda específicament a l'ateisme d'estat és discutible.
- Exclusió social. En ciències socials, la marginació social o exclusió social és un procés multidimensional, multifactorial i dinàmic que, mitjançant la coacció exercida tant per les institucions com pel conjunt del cos social, genera una situació de precarizació i exclusió econòmic, jurídica, cultural, professional, polític o d'estatus social en un ciutadà/ana o segment de la ciutadania.
- Gerontocràcia. La gerontocràcia és una forma de govern oligàrquica en què el poder recau sobre els ancians de la població.[66] Sovint l'estructura política permet que el poder de la classe governant augmenti amb l'edat, de manera que el més vell és el que té més poder. Així els sistemes que posen una edat mínima (diferent a la majoria d'edat) per assolir un càrrec són gerontacràtics, encara que el càrrec sigui elegit democràticament o hereditari.
- Lleis de Nuremberg. Les lleis de Nuremberg van ser un conjunt de lleis antisemites promulgades pel règim nazi a l'Alemanya nazi el 15 de setembre de 1935. Van ser un punt d'inflexió crucial en la persecució dels jueus a Alemanya, que va culminar en l'Holocaust.[67]
- Lleis Jim Crow. Les lleis Jim Crow van ser lleis estatals i locals dels Estats Units promulgades entre 1877 i 1964. Representaren un mandat per a la segregació racial de iure en tots els establiments públics als estats del sud de l'antiga Confederació, amb, a partir de 1890, un estatus de «separats però iguals» per als afroamericans..
- Religió oficial. És una religió o un credo aprovat oficialment per un estat sobirà. Un estat amb una religió oficial (també conegut com a estat confessional), tot i que no és laic, no és necessàriament una teocràcia. Les religions estatals estan establertes de manera oficial pel govern d'una religió, però l'estat no ha d'estar sota el control de la religió (com en una teocràcia) ni la religió està necessàriament sota el control de l'estat.
- Segregació per sexes. És la separació de les persones segons el seu sexe, per a atendre les necessitats específiques, per crear entorns descarregats de pressions de gènere, o bé per privilegiar-ne uns per sobre dels altres (apartheid sexual).[68] L'expressió pejorativa apartheid sexual s'ha aplicat a la segregació de les persones pel gènere,[69] quan es considera que comporta una discriminació sexual.[70] En algunes circumstàncies, la segregació per sexes provoca polèmica entre els contraris, que consideren que en la majoria dels casos és una violació dels drets humans, i els partidaris, que proposen la separació evitant la discriminació amb un tracte igualitari..

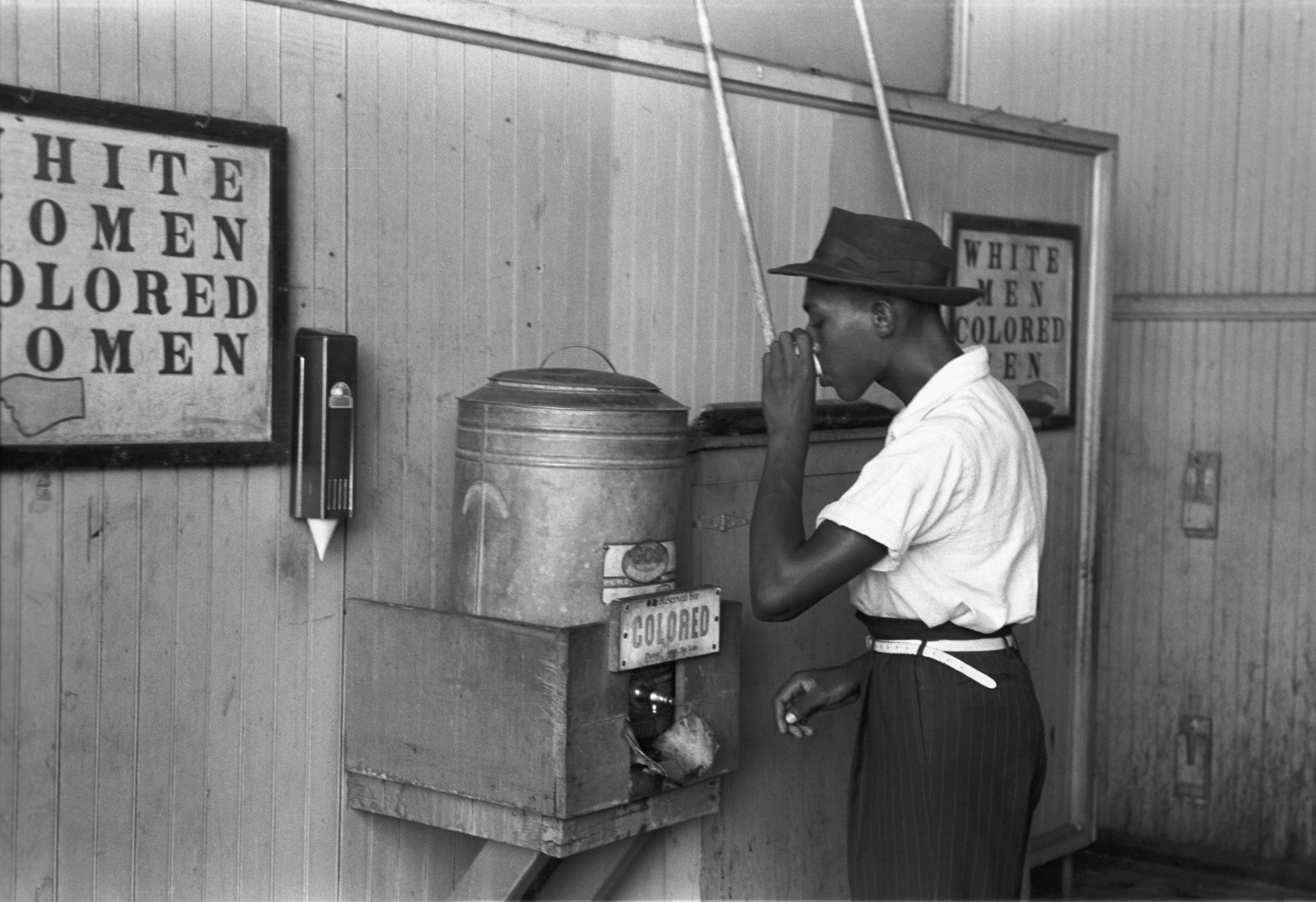
Home afroamericà bevent aigua per gent "de color" a la terminal del tramvia, Oklahoma City, Estats Units d'Amèrica, juliol del 1939

- Segregació racial.Home afroamericà bevent aigua per gent "de color" a la terminal del tramvia, Oklahoma City, Estats Units d'Amèrica, juliol del 1939  És la separació sistèmica de les persones en grups ètnics o racials en la vida diària. La segregació pot implicar una separació espacial de les races i l'ús obligatori de diferents institucions, com ara escoles i hospitals per part de persones de diferents races. Concretament, pot aplicar-se a activitats com menjar en un restaurant, beure d'una font d'aigua, utilitzar un bany públic, assistir a l'escola, anar al cinema, anar en autobús o en el lloguer o la compra d'una casa o en les habitacions d'un hotel.[71] A més, la segregació sovint permetia un contacte estret en situacions jeràrquiques, com ara permetre a una persona d'una raça treballar com a servent per a un membre d'una altra raça.
- Segregació religiosa. És la separació de persones per raons de religió. El terme s'ha aplicat en casos que la segregació religiosa ocorre com un fenomen social,[72] així com la segregació derivada de disposicions legals, ja siguin explícites o implícites.[73]

## Contramesures
- Apoderament.[74] L'apoderament (En anglès: empowerment) es refereix al procés pel qual s'augmenta la fortalesa espiritual dels individus i les comunitats, en temàtiques com ara política, diari viure i economia, per així impulsar canvis beneficiosos per al grup en les situacions en què viuen. Generalment implica, en el beneficiari, el desenvolupament d'una confiança en les seves pròpies capacitats i accions.
- Assimilació cultural. L'assimilació cultural és el procés en què un grup o cultura minoritari arriba a assemblar-se al grup majoritari d'una societat o n'assimila els valors, comportaments i creences, ja sigui totalment o parcial.[75] Els diferents tipus inclouen l'assimilació total i l'assimilació forçada. L'assimilació total és la més freqüent de les dues, ja que es produeix de manera espontània.[76]
- Autodeterminació. El dret d'autodeterminació és un principi fonamental dels drets humans:[77] el dret dels pobles a "determinar lliurement el seu estatus polític".[78] El dret d'autodeterminació dels pobles fou formalitzat jurídicament per primera volta en la Carta de les Nacions Unides, ratificada l'any 1945. L'article 1 d'aquesta Carta, punt 2, estableix que un dels propòsits de les Nacions Unides és fomentar el respecte al principi d'autodeterminació dels pobles.[79] El 4-5 de desembre de 1950 l'Assemblea General de les Nacions Unides, en reafirmació del principi enunciat en la Carta, va reconèixer que "el dret dels pobles i nacions a la lliure determinació" era un dret humà fonamental, i decidí incloure'l en els futurs Pactes Internacionals de Drets Humans. A més a més, disposava que tots els estats han de fomentar l'exercici d'aquest dret.[80][81][81] El dret a l'autodeterminació és una norma de ius cogens. Aquestes constitueixen el nivell més alt de les normes de dret internacional i han d'ésser obeïdes sempre.[82]
- Discriminació inversa o positiva. És el conjunt de mesures legals, administratives i pràctiques dirigides a corregir la situació de vulnerabilitat persistent d'una part de la població. Pretén reduir i, si es pot, eliminar pràctiques discriminatòries que duu a terme la societat amb l'objectiu d'aconseguir una igualtat d'oportunitats de treball, de vot, d'accés a l'educació, etc.[83][84]
- Drets humans. Els drets humans es defineixen generalment com aquelles llibertats, facultats, institucions o reivindicacions bàsiques que corresponen a tota persona pel simple fet de la seva condició humana, per tal de garantir-li una vida digna.[85] Aquests drets es posseeixen independentment de quina sigui la situació legal o jurídica del país o regió en el que habita i de factors com l'estatus, l'ètnia, la nacionalitat o qualsevol altra circumstància de l'individu en qüestió.
- Drets LGBT. La legislació sobre drets LGBT en el món varia d'acord amb la cultura de cada país. En l'actualitat existeix una enorme varietat a la legislació sobre els drets de les persones gais, lesbianes, bisexuals, trans, intersexuals i queer en el món; tanmateix aquestes diferències han estat presents al llarg de la història de les civilitzacions humanes.

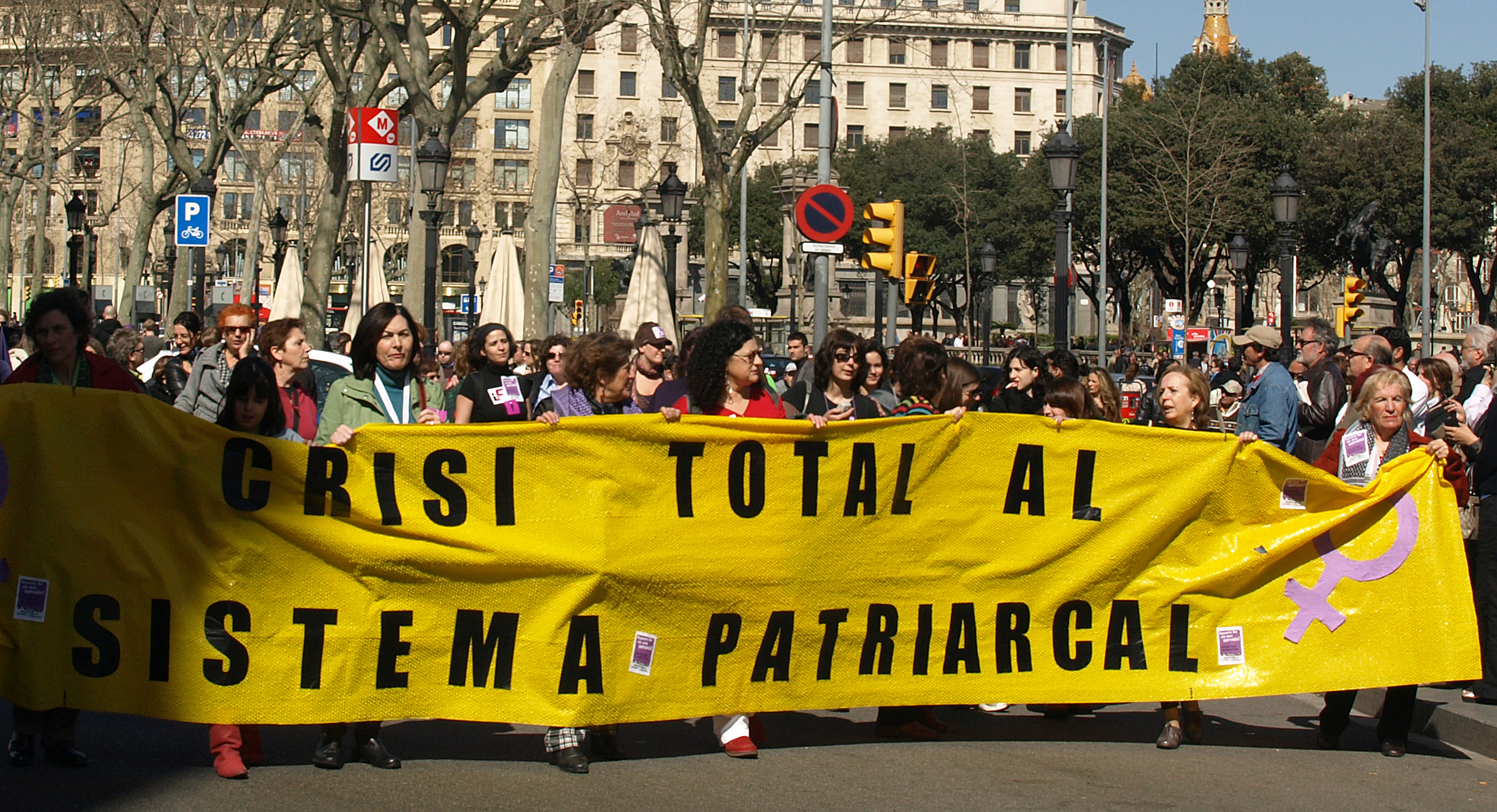
Manifestació feminista a Barcelona el 2009

- Feminisme.Manifestació feminista a Barcelona el 2009  És el conjunt del moviment feminista i la teoria feminista. El moviment feminista actua de dues maneres simultànies i complementàries, que són l'acció mitjançant la teoria i l'acció per mitjà de la pràctica. La teoria feminista, al llarg de les seves diferents onades, és el conjunt de ciències, sobretot socials (com la psicologia o l'economia) i naturals (com la biologia o la medicina), revisitades o estudiades des d'un punt de vista crític pel que fa al feminisme. En un inici es tractava de "corregir" el sexisme de teories científiques que, marcades per un biaix cultural patriarcal, consideraven inferiors les dones, començant a separar la divisió moderna entre política i ciència.[86]
- Integració social. La integració social és tot procés dinàmic i multifuncional que possibilita a les persones que es troben en un sistema marginal, a participar en el nivell mínim del benestar social i vital assolit en un determinat país. És la manera d'ajudar a les persones a formar part d'un grup social. L'integrador social, com a figura professional dins d'un equip interdisciplinari, és el que desenvolupa accions per tal de detectar les necessitats i prevenir o millorar situacions de persones en risc d'exclusió social.
- Legislació contra el discurs d'odi. El discurs d'odi és un discurs públic que expressa l'odi o fomenta la violència cap a una persona o un grup basat en alguna cosa com ara la raça, la religió, el sexe o l'orientació sexual.[87] El discurs d'odi "generalment es pensa que inclou comunicacions d'animadversió o menyspreu d'un individu o grup a causa de les característiques d'un grup com ara la raça, el color, l'origen nacional, el sexe, la discapacitat, la religió o l'orientació sexual".[88] A Espanya, el Codi Penal del 1995 tipifica conductes relacionades amb el discurs d'odi en articles diferents. Per exemple, l'article 510, dins els delictes contra la Constitució, i el 607, dins els delictes de genocidi. Ambdós articles han estat criticats nombroses vegades a causa de la seva vaga redacció.[89] El Comitè per a l'Eliminació de la Discriminació Racial controla el compliment de l'esmentada Convenció Internacional sobre l'Eliminació de totes les Formes de Discriminació Racial a cada país. A l'informe del 2011 sobre Espanya, en la recomanació 14, mostra preocupació per la persistència de manifestacions que propaguen estereotips racistes i prejudicis en contra de certs grups d'immigrants com els nord-africans, els llatinoamericans i els musulmans a través dels mitjans de comunicació. El Comitè insta el Govern espanyol a continuar la posada en marxa de l'Estratègia Nacional i Integral de lluita contra el racisme i la xenofòbia, que vigili atentament totes les tendències que puguin suscitar un comportament racista i xenòfob i que combati les conseqüències negatives d'aquestes tendències.[90]
- Masculinisme. El masculinisme és un moviment que defensa els drets dels homes i la igualtat d'aquests amb les dones i té com a objetiu l'anàlisi de la construcció masculina de la identitat i els problemes dels homes davant el gènere.[91] El 19 de novembre se celebra el Dia Internacional de l'Home.[92] A diferència del masclisme, que defensa la superioritat de l'home per sobre de la dona, el masculinisme advoca per la igualtat de l'home respecte de la dona.
- Multiculturalisme. També anomenat multiculturalitat, és la coexistència pacífica en un mateix territori de dues o més cultures (on totes menys una solen ser fruit de la immigració), com la ideologia política que es basa en la tolerància envers els costums de l'altre grup social. La diversitat cultural es veu com una riquesa que cal preservar; així, es duen a terme polítiques que tendeixin a afavorir l'expressió de les particularitats de les diverses cultures. També es permet l'existència d'estatuts (legals, administratius) específics per als membres d'una o altra comunitat cultural.[93]
- No-violència. El Mahatma Gandhi va utilitzar amb èxit les estratègies de la no-violència i la desobediència civil contra l'imperialisme britànic a l'Índia.

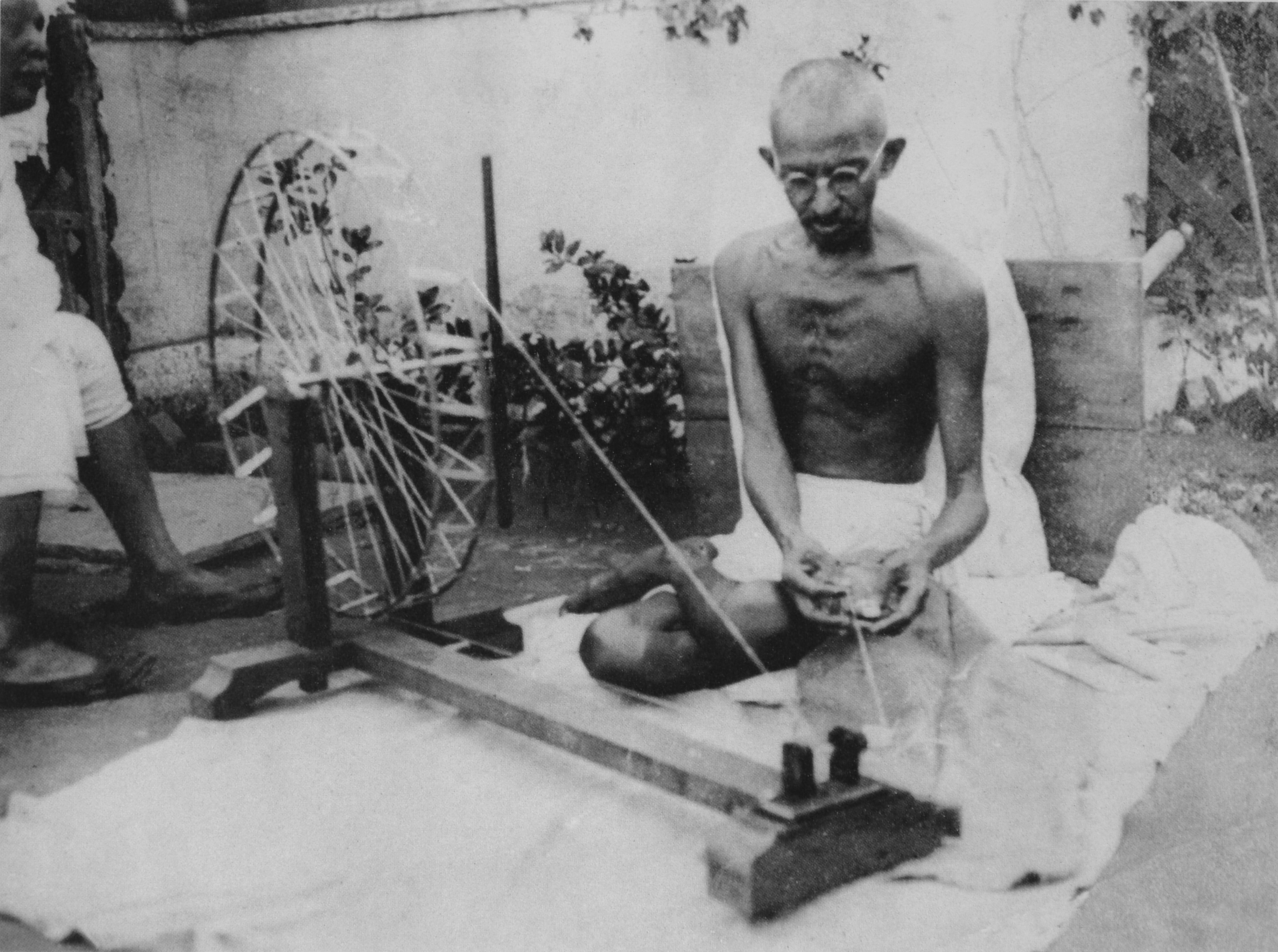
El Mahatma Gandhi va utilitzar amb èxit les estratègies de la no-violència i la desobediència civil contra l'imperialisme britànic a l'Índia.

La no-violència és una filosofia i estratègia per al canvi social que rebutja l'ús de cap tipus de violència física, psicològica, estructural o judicial.
És una alternativa tant a l'acceptació passiva de l'opressió com a la lluita armada en contra d'ella. Els que la practiquen poden utilitzar diversos mètodes en les seves campanyes per al canvi social, incloses les formes essencials de l'educació i la persuasió, la desobediència civil i l'acció directa no-violenta, i la comunicació dirigida a través de mitjans de comunicació.
- Reapropiació. La reapropiació és el procés cultural mitjançant el qual certs grups reclamen o es reapropien de termes, símbols i artefactes que es van usar anteriorment per discriminar-los. Per exemple, dins de l'anglès certs termes com nigga ("negre" en un sentit despectiu),[95] queer,[96][97] bitch ("gossa"), slut ("puta"), que històricament han estat usats com a qualificatius despectius. Els dos últims mots, sexistes pejoratius contra les dones, s'han usat posteriorment per al·ludir dones fortes i independents, així com a dones hipersexuals i sexualment alliberades.
- Tolerància social. La tolerància social és permetre o acceptar una acció, idea, objecte o persona que no agrada o amb la qual no s'està d'acord. És una capacitat personal que es desenvolupa com altres capacitats cognitives i emocionals al llarg de desenvolupament de l'individu. Els aprenentatges, l'experiència, la reflexió i el pensament constructiu i crític afavoreixen una major tolerància. La tolerància és una capacitat que creix amb el desenvolupament moral (Kohlberg). L'exposició a dilemes morals, per exemple és un bon sistema per a aprendre a admetre altres punts de vista, i acceptar l'autocrítica i així augmentar la nostra tolerància. No hi ha ningú totalment tolerant ni totalment intolerant, és una qüestió de grau.